# Dortmunder Datenbank
Die Dortmunder Datenbank (kurz DDB) ist eine Datenbank thermophysikalischer und thermodynamischer Daten reiner Stoffe und Stoffgemische.

## Inhalt
Die Dortmunder Datenbank enthält

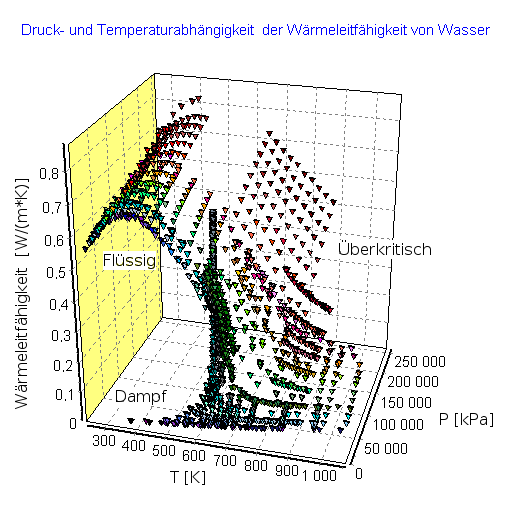
Wärmeleitfähigkeit von Wasser, Daten aus der Dortmunder Datenbank

- Phasengleichgewichtsdaten (dampfförmig-flüssig, flüssig-flüssig, fest-flüssig, auch Daten für azeotrope und zeotrope Systeme)
- Gaslöslichkeiten
- kalorische Daten wie Enthalpien (Schmelz-, Verdampfungs-, Sublimations-, Umwandlungswärmen), Wärmekapazitäten und Mischungswärmen
- Transportdaten wie Viskositäten und Wärmeleitfähigkeiten
- Dichten und Volumina, Exzessvolumina
- Oberflächenspannungen
- Salzlöslichkeiten
- Aktivitätskoeffizienten bei unendlicher Verdünnung
- Octanol-Wasser-Verteilungskoeffizienten
- Literaturverzeichnis

Ein recht neuer Bestandteil sind Stoffdaten für Polymere.
Die DDB enthält nahezu ausschließlich experimentell bestimmte Daten, die von den Originalautoren veröffentlicht wurden oder zur Verfügung gestellt wurden (sogenannte Private Mitteilungen oder auch Firmendaten, bei denen die Herausgeber ungenannt bleiben wollen). Die Daten in der DDB sind vollständig referenziert, d. h., dass für alle Datensätze eine Angabe der Quelle vorhanden ist. Dieser Grundsatz wird in drei Fällen nicht konsequent verfolgt: Azeotrope und zeotrope Daten wurden oft aus Dampf-Flüssig-Gleichgewichtsdaten mittels UNIQUAC oder NRTL abgeleitet, so dass diese Teildatenbank einen erheblichen Anteil berechneter Werte enthält. Eine weitere Ausnahme ist eine Reihe von Stoffkonstanten, die als sogenannte empfohlene Werte für Rechnungen in eine Basisdatenbank ausgelagert worden sind. Diese Basisdatenbank ist aber, streng genommen, nicht Teil der DDB. Die dritte Ausnahme ist die Datenbank für Modell- oder Gleichungsparameter, die naturgemäß berechnet worden sind.

## Geschichte
Die Arbeit an der Dortmunder Datenbank wurde in den siebziger Jahren an der Universität Dortmund (Ulfert Onken, Jürgen Gmehling, Wolfgang Arlt) begonnen, um eine Datenbasis für die Entwicklung eines Vorhersageverfahrens für Dampf-Flüssigkeitsgleichgewichte von Stoffgemischen namens UNIFAC (Universal Quasichemical Functional Group Activity Coefficients; siehe hierzu auch Gruppenbeitragsmethoden) zu erhalten.
Später wurde der Umfang, auch durch öffentliche Förderung, stark erweitert. Diese öffentliche Förderung ist mittlerweile ausgelaufen und der weitere Aufbau wurde an das private Unternehmen DDBST GmbH übertragen, das eine Ausgründung der Technischen Chemie der Carl von Ossietzky Universität Oldenburg ist. Weitere Beiträge kommen von der DECHEMA, vom FIZ CHEMIE Berlin, von der Technischen Universität Tallinn sowie einigen weiteren Kooperationspartnern.
Die Dortmunder Datenbank wird auch von einem Industriekonsortium zur Weiterentwicklung der Modelle UNIFAC, VTPR und PSRK genutzt. Die DDB ist außerdem mittlerweile die Basis für die Entwicklung einiger Modelle zur Abschätzung von Reinstoffdaten, hier insbesondere von Normalsiedepunkten und kritischen Daten. 
Andere Arbeiten betreffen die Entwicklung von Elektrolytmodellen, die ebenfalls unter Verwendung von DDB-Daten entstanden sind.

## Verfügbarkeit
Die Dortmunder Datenbank wird durch die DDBST GmbH vertrieben und ist außerdem, zumindest teilweise, über einen Internetservice der DECHEMA, hier als Teil der DETHERM-Datenbank, verfügbar. Die DECHEMA erhält dabei einmal im Jahr einen Datenexport der DDB, die in die DETHERM importiert wird.
Auszüge aus der DDB sind auch als Bücher veröffentlicht worden. Dies ist eine Reihe von mehrbändigen Büchern in der DECHEMA Chemistry Data Series über Dampf-Flüssig-Gleichgewichte, Mischungsenthalpien, Flüssig-Flüssig-Gleichgewichte und Aktivitätskoeffizienten sowie ein Buch über azeotrope und zeotrope Gemische.